# August Adam Jeske
August Adam Jeske (ur. 1836 w Trzemesznie, zm. 1875 w Warszawie) – polski pedagog, dziennikarz, pisarz, autor podręczników oraz popularyzator wiedzy .

## Życiorys
Urodził się w Trzemesznie, w Wielkim Księstwie Poznańskim gdzie ukończył szkoły niższe i średnie. Absolwent uniwersytetu w Berlinie, jako stypendysta Towarzystwa Pomocy Bratniej .
Ukończywszy studia, osiadł początkowo w Chełmie, gdzie przez czas jakiś redagował czasopismo „Nadwiślanin”. W 1864 przybył do Warszawy, gdzie utrzymywał się z prywatnych lekcji oraz pisania artykułów prasowych o treści społecznej, filozoficznej, estetycznej. Przez kwartał 1867 redagował pismo umiarkowanych postępowców „Pamiętnik Naukowy”, które jednak nie utrzymało się na rynku wydawniczym .

## Działalność wydawnicza
W 1872 we współpracy z księgarzem lubelskim, Stanisławem Arctem zaangażował się w projekt wydawniczy, mający na celu publikację szeregu podręczników, ułatwiających w warunkach domowych edukację dzieci od lat najmłodszych do dojrzałości .
Był pomysłodawcą i autorem serii wydawniczej pt. „Systematyczny kurs nauk”, składającej się z trzech działów: „przedelementarnego”, „elementarnego niższego” oraz „elementarnego wyższego”. Cały cykl miał w sumie obejmować 28 książek. Z tych zamierzeń w przeciągu trzech lat udało się wydać tylko 12 publikacji. Wydawnictwo zyskało ogólne uznanie wśród Polaków. Niektóre książki, jeszcze za życia autora, ukazały się w nowych wydaniach, a po jego śmierci, ze zmianami i uzupełnieniami, były wielokrotnie wznawiane .
Nawiązując do tradycji podręczników wydawanych przez Komisji Edukacji Narodowej, korzystał z niemieckich wzorów edukacyjnych. W publicystyce zaznaczał jednak potrzebę oparcia polskiej pedagogiki na własnym gruncie. W nauczaniu wykorzystywał metodę indukcyjną, przechodząc od szczegółów do pojęć ogólnych, od rzeczy znanych do nieznanych, od łatwych do trudniejszych i, gdzie tylko było można, odwoływał się do spostrzegania, do obserwacji naocznej, lub wizualizacji zagadnień za pomocą rysunku .
Jego podręczniki do nauki elementarnej cieszyły się dużym powodzeniem oraz uznaniem, jednak ogólny wykład na temat nauczania pt. „Pedagogika” nie spotkała się już z takim uznaniem. Pomimo pewnych zalet poddana została surowej krytyce i nigdy nie została wydana ponownie jak inne jego dzieła .

## Dzieła
W serii wydawniczej pt. „Systematyczny kurs nauk” wydał 12 dzieł :
- „Mała gramatyka języka polskiego dla młodocianego wieku” (1872);
- „Arytmetyczka dla dzieci” (1872);
- „Arytmetyka na podstawie rachunku pamięciowego” (1873);
- „A B C czyli Nauka czytania i pisania” (1873)[3] ;
- „Mała stylistyka, zawierająca materiały i wskazówki metodyczne do pierwszych ćwiczeń stylistyczno-gramatycznych” (1873);
- „Równianka cz. zbiór powiastek do opowiadania dzieciom od lat 3 do 7-u” (1874);
- „Świat i dzieci czyli nauka o rzeczach wyłożonych na podstawie nauki poglądowej”, 3 części wydane w latach 1874–1976;
- „Wypisy polskie. Stopień I” (1874);
- „Geografia”, kurs I, dla dzieci od lat 9-u do 12-u* (1874), (1914)[4] ;
- „Pedagogika obejmująca zasady i metody moralnego, fizycznego i naukowego wychowania dziatek” (1875).